# Crecimiento epitaxial por haces moleculares

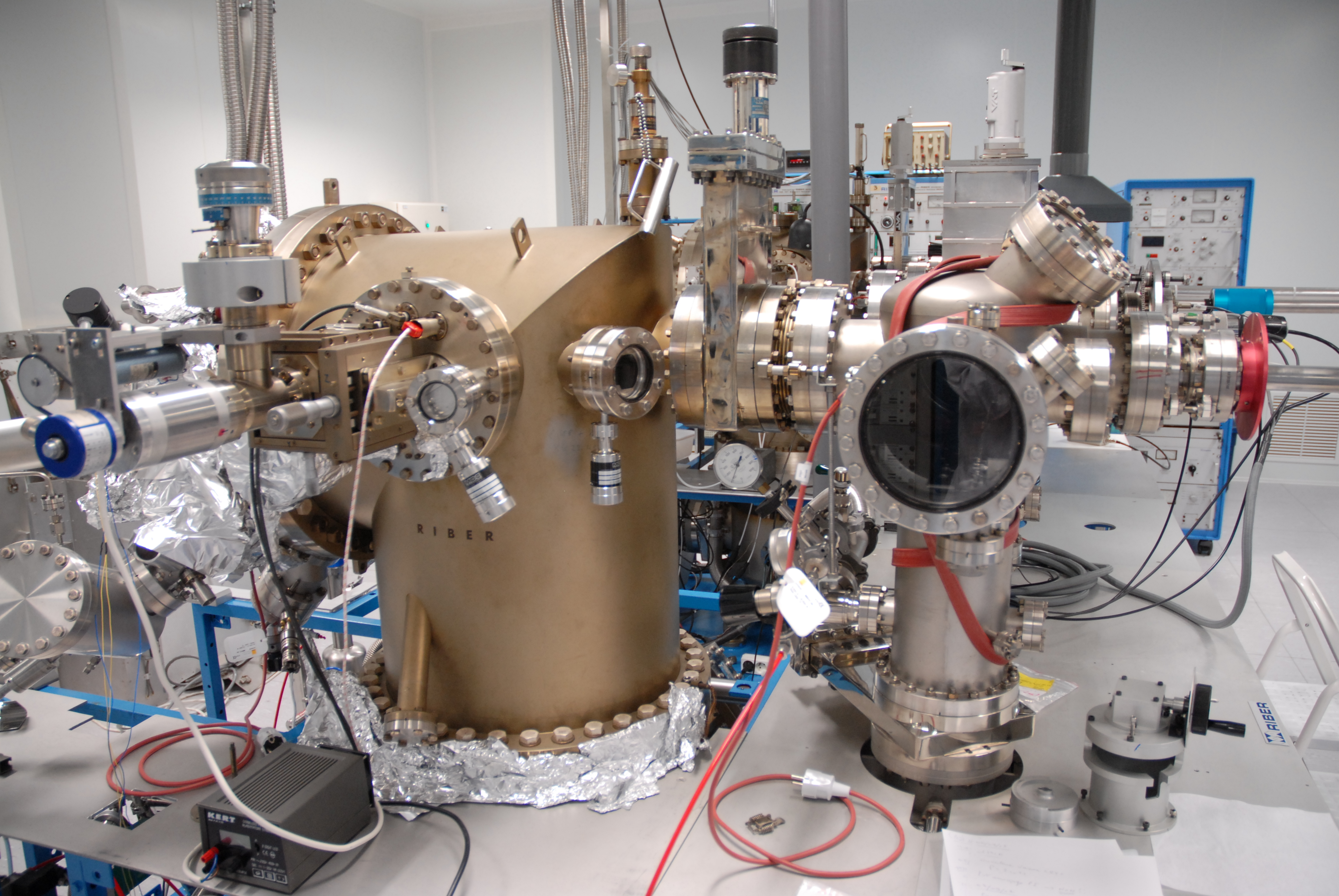
Arreglo experimental para crecimiento epitexial por haces moleculares.

En física, el crecimiento epitaxial por haces moleculares (o MBE, por sus siglas en inglés) es uno de los varios métodos que existen para el depósito de monocristales. Fue creado por J. R. Arthur y Alfred Cho a finales de los 60 en los laboratorios Bell.
El crecimiento epitaxial por haces moleculares se produce en alto vacío o en ultra alto vacío (10E-10 atm). El aspecto más importante del crecimiento epitaxial por haces moleculares es la baja proporción de deposición (normalmente inferior a 3000 nm por hora), lo cual permite un crecimiento epitaxial controlado. Hay que mencionar que cuan mejor es el vacío con el que se trabaja, mucho mejor es el crecimiento, siendo necesario trabajar en UHV para conseguir un crecimiento con un nivel de defectos mínimo. 
La naturaleza química de la muestra queda determinada por el compuesto químico que se utiliza para depositar. Así por ejemplo, galio o arsénico en estado sólido ultrapuro, se calientan por separado en celdas con estructura Knudsen, hasta alcanzar su temperatura de sublimación. Es entonces cuando las moléculas en estado gaseoso condensan sobre la superficie del substrato, empezando así el crecimiento de la capa, en este caso una capa monocristalina de arseniuro de galio. Diferentes parámetros como temperatura, flujo molecular, y dinámica molecular afectan la calidad, velocidad y éxito del crecimiento.
El término «haz» se utiliza para indicar que los átomos que se han evaporado no interactúan entre ellos ni con otros gases presentes en el interior de la cámara de vacío.  Esto se debe al elevado camino libre medio de los átomos conseguido mediante el vacío. 
Durante esta operación, se observa el crecimiento de las películas cristalinas mediante la técnica denominada difracción de electrones de alta energía por reflexión (RHEED), puesto que esta técnica, a diferencia de la difracción de rayos X sólo analiza la superficie de la muestra. Las capas de estructuras complejas de diferentes materiales se fabrican de este modo. Este control ha permitido el desarrollo de estructuras nanoestructuradas en las que los electrones se encuentran confinados, tales como pozos cuánticos o puntos cuánticos. En la actualidad, estas capas son una parte importante de los dispositivos semiconductores, entre los que se incluyen los diodos láser y los diodos emisores de luz.
En aquellos sistemas en los que es necesario enfriar el sustrato, el ambiente de ultra alto vacío dentro de la cámara de crecimiento se mantiene gracias a un sistema de cryopump y criopaneles, que se enfría mediante nitrógeno líquido o nitrógeno frío en estado gaseoso en una temperatura de aproximadamente 77 kelvin (-196 °C). Las temperaturas de criogenización actúan como un filtro para las impurezas del vacío, por lo que los niveles de vacío han de ser de varios órdenes de magnitudes para una mejor deposición de las películas de acuerdo con estas condiciones. En otros sistemas, las obleas en las que crecen estos cristales pueden estar montadas sobre una base rotatoria que puede calentarse hasta varios cientos de grados celsius durante este proceso.
El crecimiento epitaxial por haces moleculares también se emplea para el depósito de algunos tipos de polímeros semiconductores. En este caso, las moléculas, en lugar de los átomos, se evaporan y se depositan sobre la oblea. Otras variaciones incluyen el MBE en estado gaseoso, parecida a la deposición química de vapor.